# 김학순 (축구인)
김학순(한국 한자: 金鶴淳, 1972년 3월 9일 ~ )은 대한민국의 전 축구 선수이며, 포지션은 공격수였다.